# Віденське ізраелітське товариство

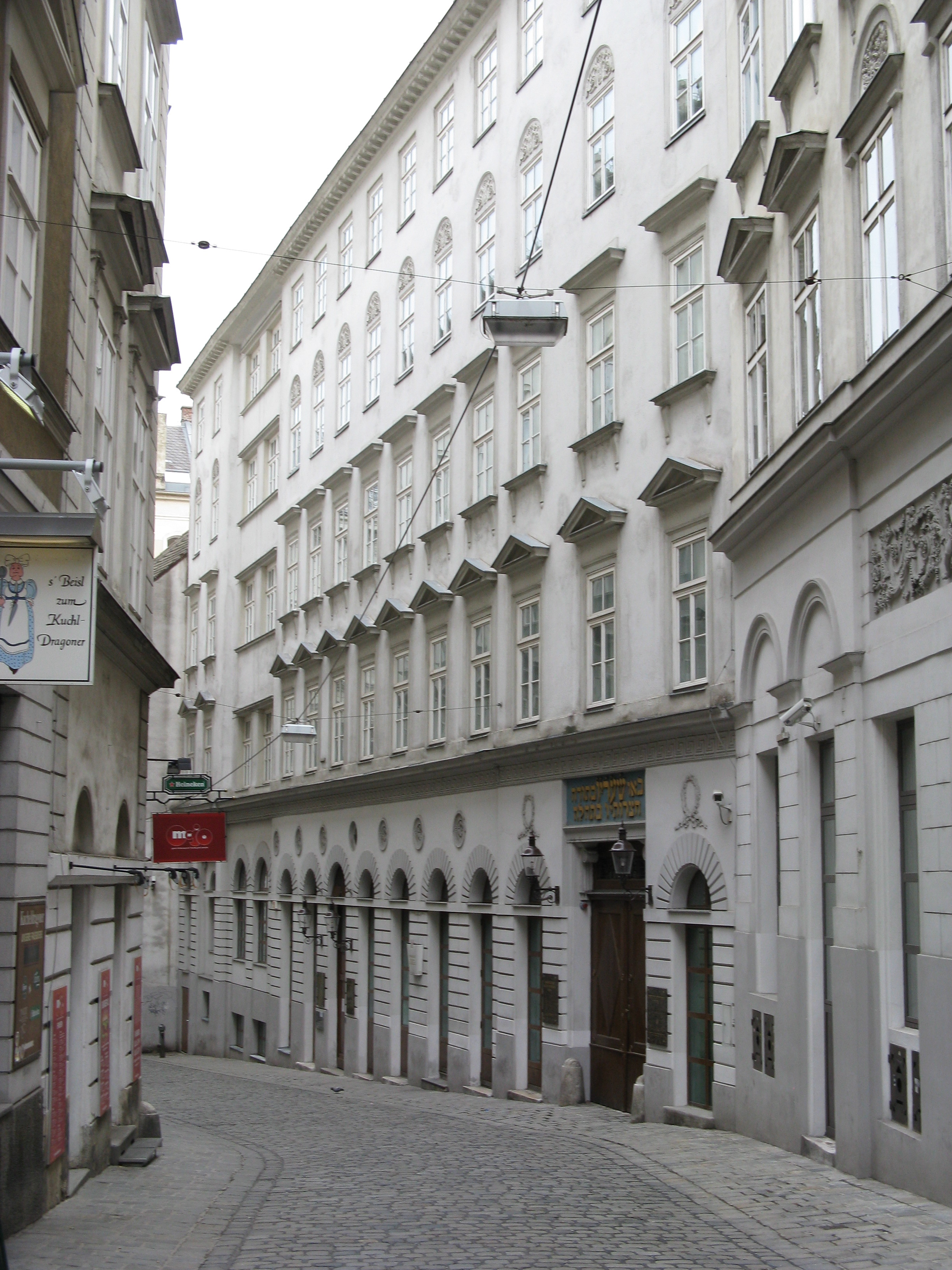
Штадттемпель IKG на Зайтенштеттенгассе

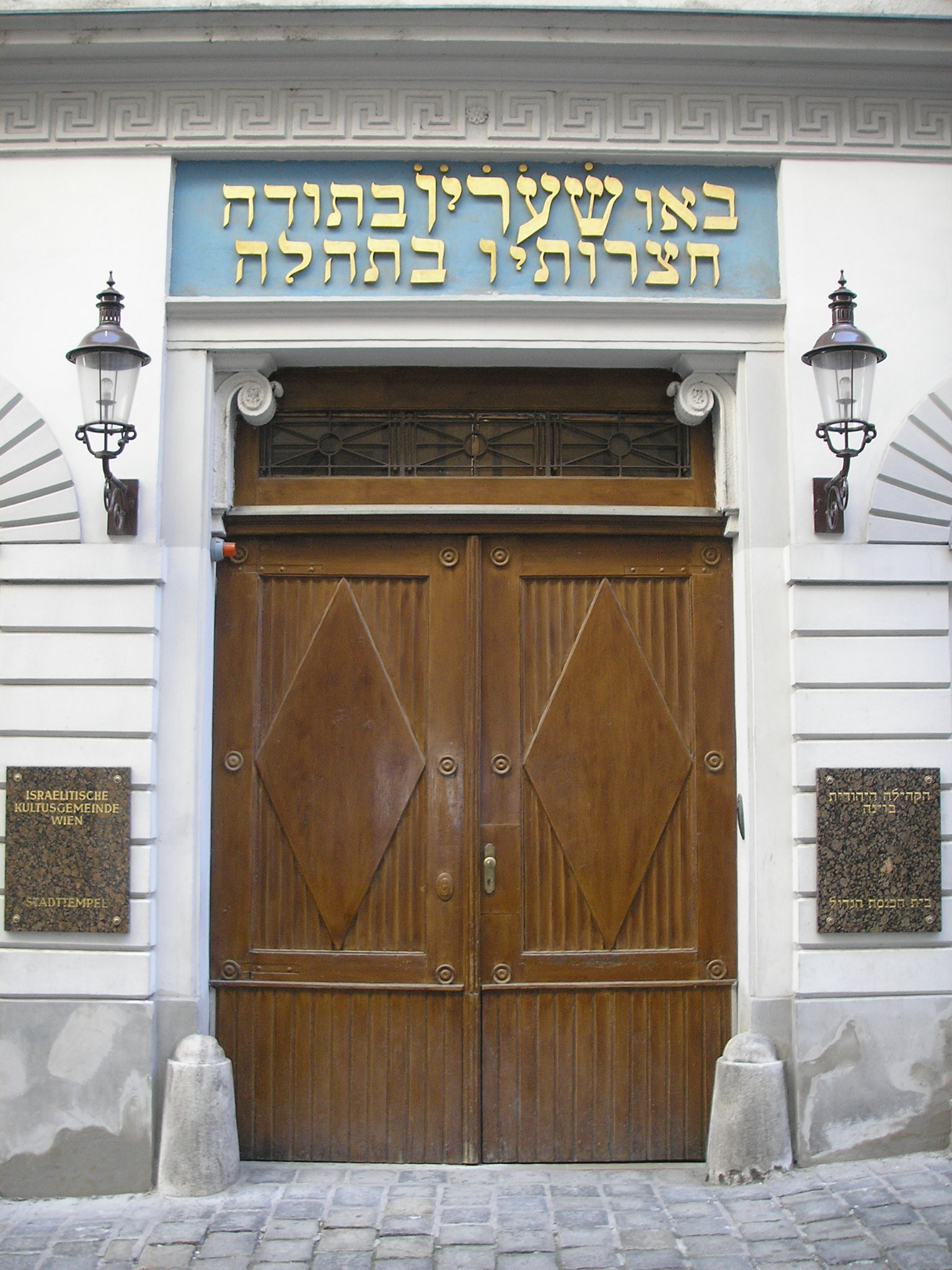
Головний вхід Штадттемпель

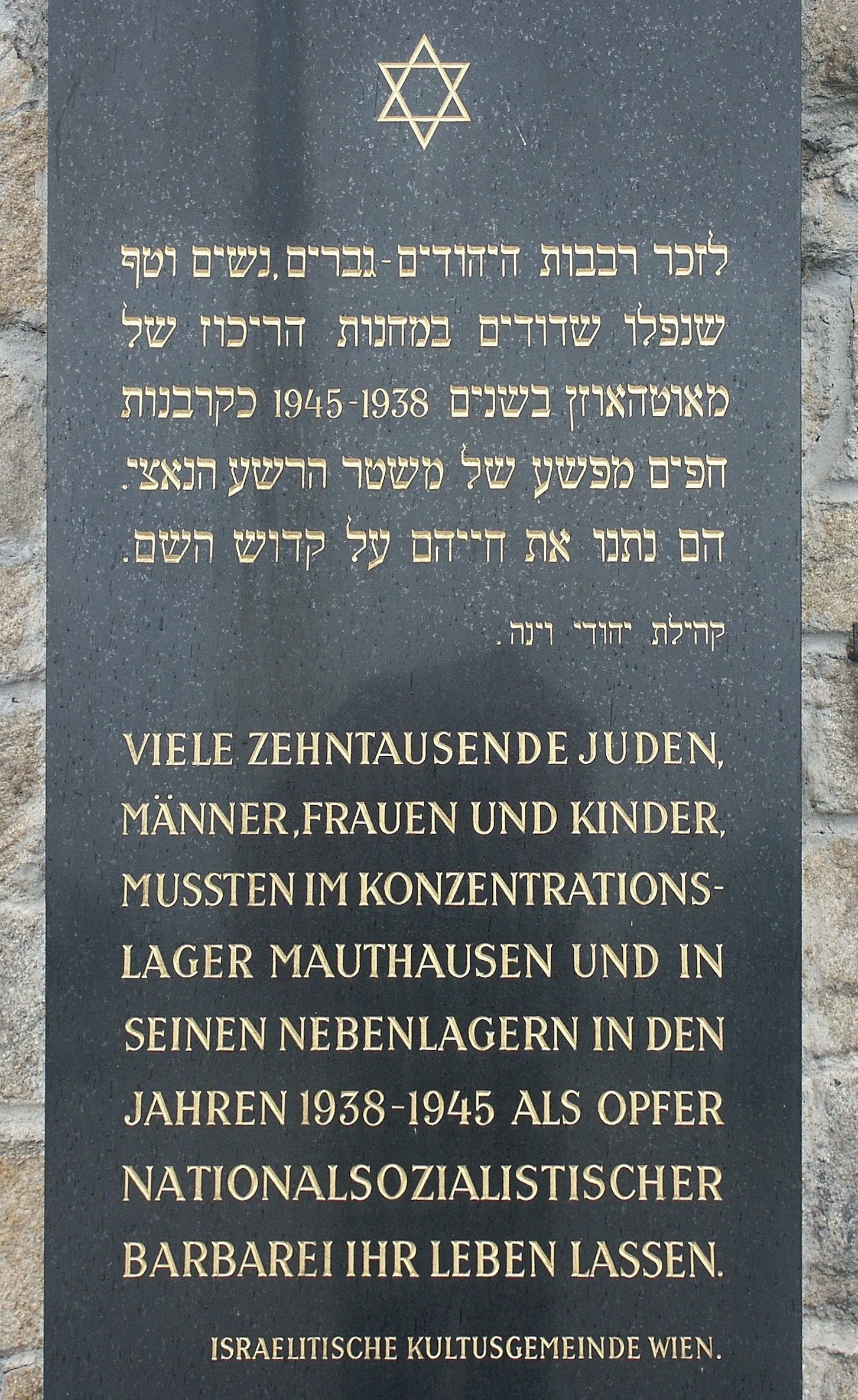
Меморіальна дошка єврейської громади Відня на меморіальному комплексі Маутгаузен

Israelitische Kultusgemeinde Wien (IKG) — єврейська громада Відня. Сьогодні вона налічує близько 8 000 членів і завжди представляла майже всю єврейську громаду Австрії, яка з 1938 року мала лише менші громади (ізраїльські релігійні громади) у кількох інших містах Австрії.

## Організація
Єврейська громада пропонує своїм членам різноманітні послуги в соціальних, релігійних та освітніх питаннях. Офіційним органом IKG Відень є щомісячний журнал «Die Gemeinde — Insider», який можна прочитати онлайн в архіві на сайті IKG Відень.
Віденській релігійній громаді також доручено ведення загальних справ Єврейської релігійної громади в Австрії, органу, у формі якого юдаїзм є юридично визнаною релігійною громадою в Австрії з 1890 року.
Контактний пункт для євреїв, які стали жертвами нацистських переслідувань в Австрії та з Австрії, підтримує та консультує постраждалих та їхні родини щодо реституції та компенсаційних виплат. Президентом єврейської громади з 2012 року є Оскар Дойч, головним рабином з 2016 по 2019 рік був Арі Фольгер, а рабином громади — Шломо Гофмайстер.
24 числа 1 червня 2019 року IKG оголосила, що термін повноважень Фольгера на посаді головного рабина Відня закінчився за взаємною згодою сторін. У лютому 2020 року його наступником на посаді головного рабина Відня з серпня 2020 року був призначений Ярон Енгельмаєр.
У березні 2012 року реформістська єврейська громада Ор Хадаш (іврит: «нове світло») подала заявку на створення власної релігійної громади. У червні 2012 року Міністерство освіти відхилило заявку асоціації Or Chadasch, тож поки що в Австрії не буде окремої ліберальної єврейської релігійної громади. Міністерство обґрунтувало своє рішення тим, що право на самовизначення юридично визнаних релігійних товариств має право на внутрішню організацію, що також містить приймання членів. Довідка: Деякі з членів Or Chadash не визнаються ізраїльською релігійною громадою. Це ті, хто прийняв юдаїзм за ліберальним обрядом і не визнаний рабинатом IKG Відня. Як зазначив головний рабин Пауль Хаїм Айзенберг, причиною такого рішення стало те, що в іншому випадку Віденський рабинат не був би визнаний Головним рабинатом Ізраїлю та Європейською конференцією рабинів. Згідно з рішенням IKG, її члени не повинні мати жодних контактів з політиками FPÖ.

## Історія
Історія єврейського населення Відня сягає ще римських часів. Єврейське населення Відня не могло самоорганізуватися через антисемітську дискримінацію з боку держави та громадянського суспільства.
Ситуація покращилася лише з патентом про толерантність патентом про толерантність імператора Йосифа II, але релігійна практика була обмежена приватними колами.
Після 1848 року єврейське населення було емансиповане. У своєму зверненні 3 квітня 1849 року молодий імператор Франц Йосиф I використав слова: «Ізраїльська громада Відня». Через три роки, у 1852 році, набув чинності тимчасовий закон про громаду, цей рік вважається роком заснування віденської релігійної громади. Приміщення та офіси релігійної громади були облаштовані у вже чинному комплексі будівель Віденського міського храму на Зайтенштеттенгассе. У 1890 році віра Мойсея була остаточно визнана державою в Австро-Угорщині (Ізраїльський закон).
Перед «приєднанням Австрії» до Німецького Рейху в березні 1938 року віденська громада налічувала близько 185 000 членів. У 1938 році єврейська релігійна громада була закрита націонал-соціалістами. У травні 1938 року її було знову відкрито під назвою Єврейська громада Відня, щоб діяти як буферна організація між нацистським режимом і єврейським населенням і організовувати примусову еміграцію для Центрального управління у справах єврейської еміграції, а згодом і перші депортації. Дивіться також Австрія в епоху нацизму. Війна закінчилася у Відні у квітні 1945 року.
З 1945 року громада знову стала називатися Єврейською громадою Відня.
29 серпня 1981 року в синагозі на вулиці Зайтенштеттенгассе, яку у Відні називають Штадттемпель, стався теракт із застосуванням ручних гранат і вогнепальної зброї, в результаті якого двоє людей загинули та 21 отримали поранення. Вважається, що напад є справою рук палестинського екстремістського угруповання «Революційна рада ФАТХ» терориста Абу Нідаля. Відтоді на вході до синагоги встановлена сувора охорона, а вулиця Зайтенштеттенгассе охороняється поліцією.
Сьогодні IKG Відень відповідає за Відень, Нижню Австрію та Північний Бургенланд, після злиття з IKG Graz у травні 2013 також за Штирію, Каринтію та Південний Бургенланд.

### Президенти IKG Відень з 1853 року

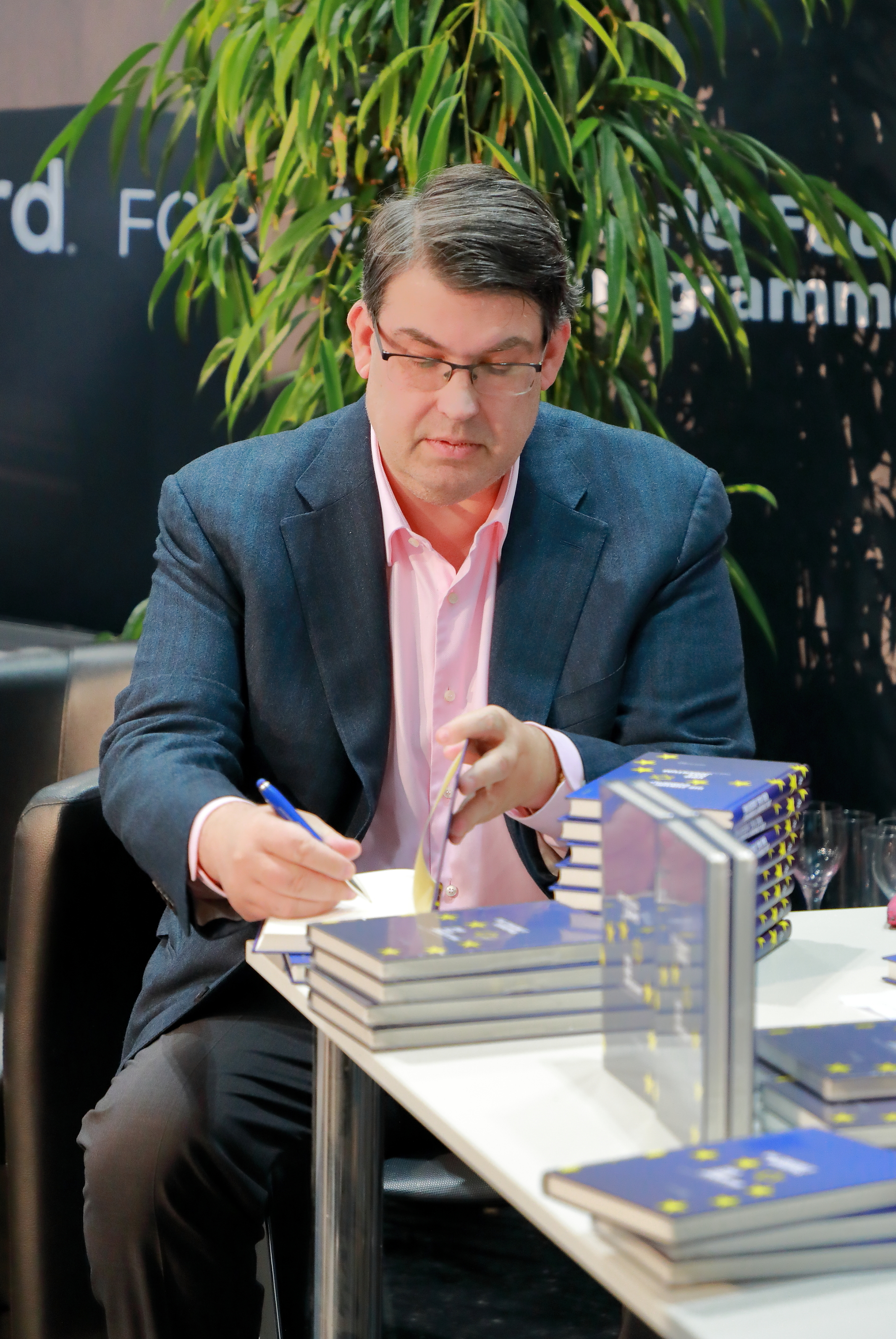
Оскар Дойч, президент з 2012 року

- Леопольд Едлер фон Вертхаймштайн (1853—1863)
- Йозеф Ріттер фон Вертхаймер (1864—1867)
- Йонас Фрайхер фон Кенігсвартер (1868—1871)
- Ігнац Куранда (1872—1884)
- Моріц Поллак фон Боркенау (1884—1885)
- Армініо Кон (1886—1890)
- Вільгельм Ріттер фон Гутман (1891—1892)
- Не зайнято 1893—1896
- Густав Сімон (1896—1897)
- Генріх Клінгер (1897—1903)
- Альфред Стерн (1904—1918)
- Алоїз Пік (1920—1932, нові вибори, вперше пропорційне представництво)
- Дезідер Фрідман (з 1933 р.; убитий у концтаборі Аушвіц)
- Генріх Шур (травень 1945 — вересень 1945)
- Девід Брілл (1946—1948)
- Курт Гайтлер (вересень 1950 — травень 1951)
- Девід Шапіра (1948—1952)
- Еміль Маурер (1952—1963)
- Ернст Фельдсберг (1963—1970)
- Антон Пік (1970—1981)
- Іван Хакер (1982—1987)
- Пауль Грос (1987—1998)
- Аріель Музікант (1998—2012)
- Оскар Дойч (з 2012)

### Рабин IKG Відня з 1824 року

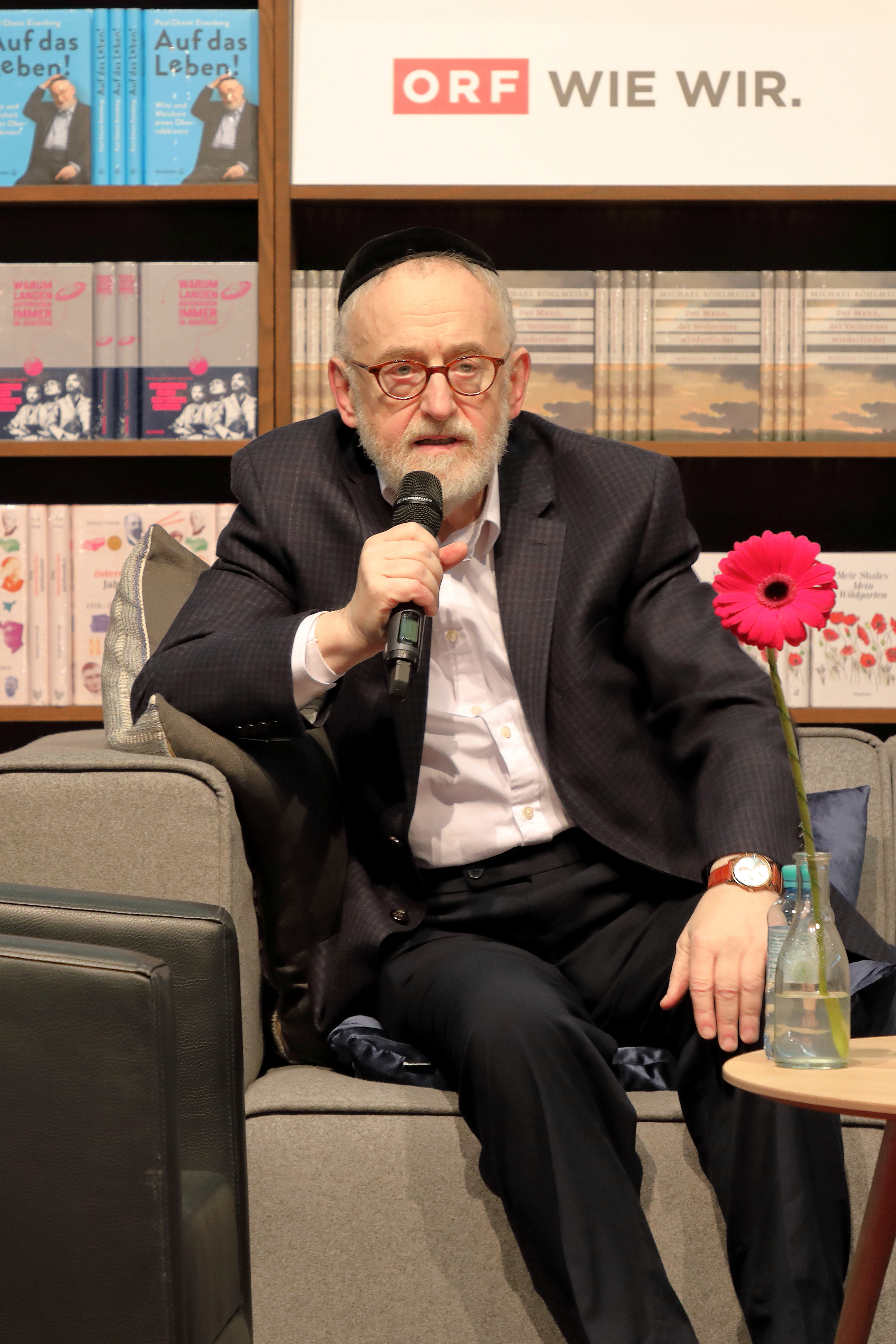
Пауль Хаїм Айзенберг, головний рабин з 1983 по 2016 рік, на Віденському книжковому ярмарку 2017 року

- Лазар Горовіц, головний рабин (1828—1868)
- Адольф Єллінек, проповідник міського храму (1865—1893)
- Моріц Ґюдеманн, головний рабин (1892—1918), з 1894 р. також рабин Віденського міського храму
- Цві Перес Хахес, головний рабин (1918—1927)
- Давид Фейхтванг, головний рабин (1933—1936)
- Ізраїль Дейлайт, Тимчасовий головний рабин (1936)
- Ісідор Олер, проповідник у Віденському міському храмі (1946)
- Акіба Айзенберг, головний рабин (1948—1983)
- Пауль Хаїм Айзенберг, головний рабин (1983—2016)
- Арі Фолгер, головний рабин (2016—2019)[9]
- Ярон Енгельмаєр, головний рабин (з серпня 2020[2][10])
- Шломо Хофмейстер, рабин громади (з 2008 р.)

## Архів IKG
Архів Віденської релігійної громади є єдиним відомим повністю збереженим архівом від заснування єврейської громади до повоєнного періоду і, таким чином, одним з найважливіших у німецькомовному світі. Протоколи засідань, резолюції, протоколи, звіти, листи, еміграційні та фінансові документи, списки депортованих, картотеки, книги, фотографії, плани та плакати документують історію IKG та її членів. Найстаріші документи датуються XVII століттям. Офіційним роком заснування архіву вважається 1816 рік. З середини 19 століття робота з документами ставала все більш професійною.
Картотеки та файли, створені між 1938 та 1945 роками, стали основою для націонал-соціалістів, які керували еміграцією та депортацією австрійських євреїв. Сьогодні документи використовуються для надання інформації про долю переміщених і вбитих осіб, а також для підтримки позовів про реституцію і компенсацію від тих, хто вижив.

## Вебпосилання
- Вебсайт IKG у Відні
- Відділ у справах реституції (колишній контактний пункт IKG у Відні для євреїв, жертв нацистських переслідувань в Австрії та з Австрії)
- Архівний відділ єврейської громади у Відні
- Єврейський музей Відня — Порядок повинен бути. Архів єврейської громади Відня